# Phú Diên
Phú Diên là một xã ven biển và đầm phá thuộc huyện Phú Vang, thành phố Huế, Việt Nam.
Xã có diện tích 13,73 km², dân số năm 2019 là 9.561 người, mật độ dân số là 696 người/km².

## Hành chính
Hiện nay, xã có 6 thôn: Kế Thượng Thanh (sáp nhập từ 2 thôn trước đây là Kế Sung Thượng và Thanh Mỹ), Kế Sung, Mỹ Khánh, Thanh Dương, Phương Diên và Diên Lộc.